# Etiología de la esquizofrenia
Las causas de la esquizofrenia han sido objeto de mucho debate, con diversos factores propuestos, resultando algunos favorables y otros modificados o descartados a través de los años. La investigación científica sugiere que la genética, el desarrollo prenatal, el medio ambiente en los primeros años del individuo, la neurobiología y teorías psicológicas y los procesos sociales, son algunos de los factores más importantes. La investigación actual psiquiátrica en el desarrollo de este trastorno a menudo se basa en un modelo centrado en el desarrollo neurológico.
Aunque no se ha identificado una causa común de la esquizofrenia para todas las personas diagnosticadas con la enfermedad, actualmente la mayoría de los investigadores y los clínicos sugieren que los resultados favorecen una combinación de ambas vulnerabilidades cerebrales (ya sea congénita o adquirida) junto con acontecimientos vitales de la persona después de nacer. Está ampliamente adoptado el método que se conoce como modelo de "vulnerabilidad al estrés", y el debate científico se centra ahora en gran parte sobre la contribución real de cada uno de estos factores al desarrollo y mantenimiento de la esquizofrenia. La esquizofrenia es más comúnmente diagnosticada por primera vez durante la adolescencia tardía o adultez temprana, lo que sugiere a menudo que es el proceso final de la niñez y la adolescencia. Hay en promedio un inicio un poco antes para los hombres que para mujeres, con la posible influencia de la hormona femenina estrógeno encabezando las hipótesis de la causa de la diferencia de aparición en los dos sexos, y la influencia sociocultural también jugando un papel que aún no se precisa del todo.

## Genética
Las evidencias de las investigaciones sobre esquizofrenia y otros trastornos psiquiátricos sugieren que la vulnerabilidad genética y ciertos factores ambientales pueden actuar en conjunto sobre un individuo para dar lugar a un diagnóstico de esquizofrenia. Se ha sugerido que tal vulnerabilidad genética a la esquizofrenia es multifactorial, causada por la interacción de varios genes.
Tanto los estudios de gemelos individuales y los metanálisis de los estudios de gemelos estiman que el riesgo de heredabilidad de la esquizofrenia, es del 80%. Esta estadística se refiere a la proporción de la variación entre individuos de una población que ha sido influenciado por factores genéticos y no al grado de determinación genética de individuos en riesgo. Las tasas de concordancia entre gemelos monocigóticos se acerca al 50%, mientras que los gemelos dicigóticos suele estar en un 17%. Los estudios de adopción también han indicado un riesgo algo mayor en aquellos con un padre con esquizofrenia, incluso cuando son criados aparte. Los estudios sugieren que el fenotipo es influenciado pero no determinado genéticamente; que las variantes en los genes caen generalmente dentro del rango de variación humana normal y conllevan un bajo riesgo asociado a ellos de manera individual, y que algunos interactúan entre sí junto con factores de riesgo ambiental; y que no pueden ser específicos solo a la esquizofrenia.
Sin embargo, algunos estudios con gemelos han encontrado tasas tan bajas, entre un 11,0% -13,8%, entre los gemelos monocigóticos, y el 1,8% -4,1% entre los gemelos dicigóticos. Por ejemplo, en un estudio de 338 pares de gemelos esquizofrénicos sólo contaban con 26 parejas concordantes, y se concluyó en un informe que el papel del factor genético sugiere que parece ser limitada; 85 por ciento de la pares monocigóticos afectados en la muestra fueron discordantes para la esquizofrenia. Además, algunos científicos critican la metodología de los estudios individuales, y han argumentado que la base genética de la esquizofrenia sigue siendo en gran parte desconocida o abierta a diferentes interpretaciones.
Por ejemplo, aunque la concordancia de aparición de esquizofrenia en los gemelos monocigóticos se ha utilizado tradicionalmente para estimar un componente genético en la enfermedad, los resultados podrían estar sesgados debido a factores ambientales, como una placenta compartida.
Se ha invertido un esfuerzo considerable en estudios de genética molecular de la esquizofrenia, que tratan de identificar los genes específicos que pueden aumentar el riesgo de la enfermedad. Una revisión en 2003 de estudios de ligamiento reportaron siete genes que parecen aumentar el riesgo de un diagnóstico posterior de esquizofrenia. Dos estudios recientes sugieren que la evidencia más clara caía sobre los genes conocidos como disbindina (DTNBP1) y neuregulina (NRG1), y que un número adicional de genes (COMT, RGS4, PPP3CC, ZDHHC8, DISC1, y AKT1) han comenzado a mostrar algunos resultados prometedores. Las variaciones en las cercanías del gen FXYD6 también han estado asociadas con la esquizofrenia en el Reino Unido, pero no en Japón. En 2008, se demostró que un polimorfismo de nucleótido simple del gen reelina está asociado con un mayor riesgo de esquizofrenia en mujeres, pero no en hombres. Esta asociación específicamente femeninas se repitió en varias poblaciones.

## Prenatales
Está bien documentado que las complicaciones obstetricias están asociadas con un incremento en la posibilidad de un desarrollo posterior de esquizofrenia en el niño, aunque en su totalidad constituyen un factor de riesgo no específico con un efecto relativamente bajo. Complicaciones obstetricias ocurren en aproximadamente entre el 25 y el 30% de la población y la gran mayoría no desarrolla esquizofrenia, e igualmente la mayoría de los individuos con esquizofrenia no tuvieron problemas obstetricios detectables. Sin embargo, el riesgo promedio aumenta, y tales eventos pueden moderar los efectos de los factores de riesgo genéticos y ambientales. Las complicaciones específicas o eventos más relacionados con la esquizofrenia, y sus mecanismos de efecto, siguen siendo examinados.
Un hallazgo epidemiológico es que las personas diagnosticadas con esquizofrenia tienen más probabilidades de haber nacido en invierno o primavera (al menos en el hemisferio norte). Sin embargo, el efecto no es grande. Posibles explicaciones incluyen una mayor prevalencia de infecciones virales en ese momento, o una mayor probabilidad de deficiencia de vitamina D. También se ha encontrado un efecto similar (mayor probabilidad de nacer en invierno y primavera) en otras poblaciones, saludables, tales como jugadores de ajedrez.
Mujeres que estaban embarazadas durante la hambruna holandesa de 1944, cuando muchas personas estaban cerca de la inanición (sufriendo de malnutrición) tuvieron una mayor probabilidad de tener hijos que más tarde desarrollaron esquizofrenia. Estudios de madres en Finlandia, que estaban embarazadas cuando se enteraron de que sus maridos habían sido muertos durante la Guerra de Invierno de 1939-1940, han demostrado que sus hijos fueron significativamente más propensos a desarrollar esquizofrenia en comparación con madres que se enteraron de la muerte de su marido después del embarazo, lo que sugiere que el estrés materno puede tener un efecto.